# Ayo Technology
«Ayo Technology» — четвертый сингл 50 Cent с его третьего альбома Curtis. Релиз состоялся 24 июля 2007 года. Эта песня при участии Джастина Тимберлейка и с вокалом Тимбалэнда, который также выступил продюсером песни вместе с Danja, заняла пятое место в Billboard Hot 100. На международном уровне песня попала в топ-10 чартов во многих странах, включая Австралию, Данию и Великобританию. Впоследствии песня была перепета Milow, бельгийским автором-исполнителем, чья версия имела успех в ряде стран, включая Бельгию, Испанию, Германию, Италию и Нидерланды. Песня также была перепета Катериной Августакис, еще одной бельгийской певицей, чья версия пользовалась успехом в различных странах Центральной и Восточной Европы, в частности в Польше.

## История
HipHopDX сообщало, что песню переименовывали три раза. Сначала она называлась «Ayo Pornography», когда впервые утекла в мае 2007 года, затем «Ayo Technology» в июне, а затем «She Wants It» в июле. В конце концов, название песни было возвращено к «Ayo Technology». В песне звучит вокал Джастина Тимберлейка и Тимбалэнда. В 2008 году она была номинирована на премию «Грэмми» за лучшую рэп-песню. Как видно из текста песни, «Ayo Technology» посвящена сексуальным фантазиям, откровенным действиям и диким вечеринкам в ночных клубах.

## Реакция критиков
Роб Шеффилд из Rolling Stone написал неоднозначную рецензию на песню: «Попсовые мелодии в стиле „мне нужна любовь“ не становятся лучше, даже с Тимбалэндом и Джастином Тимберлейком в стриптизерской частушке „Ayo Technology“.» Pitchfork также оставил смешанную рецензию: «Единственная поблажка альбома современным поп-тенденциям — спродюсированная Тимбалэндом и зацепившая Тимберлейка „Ayo Technology“ — слетает с рельсов, когда 50, вырванный из своей зоны комфорта, падает за булькающим, видеоигровым битом. Хотя он пытается вернуть трек на более привычную территорию с темой киборг-стриптизерши, Джастин завладевает вниманием, даже не прилагая усилий.». Дэвид Джеффрис из AllMusic выделил и написал: «Непринужденным является сингл „Ayo Technology“ с Джастином Тимберлейком, спродюсированный Тимбалэндом, очевидный сингл, который „был там-то, делал то-то“ для всех его участников. Это не значит, что он безвкусный, просто он спокойный». The A.V. Club также позитивно оценили проект: «Ayo Technology» следует секс-шаблону «Candy Shop» и «Just A Lil Bit», предложив стриптиз-клубам самый совершенный саундтрек из возможных".

## Ремиксы и кавер-версии
В официальном ремиксе участвует хип-хоп и R&B исполнитель Casely. Рэпер Krayzie Bone сделал ремикс на песню «Perfect Execution» на своём микстейпе The Fixtape: Smoke on This (2008). Акустическая версия песни «Ayo Technology» в исполнении бельгийского певца Milow была выпущена в ряде европейских стран, возглавив чарты в Нидерландах, Бельгии, Испании, Швеции и Швейцарии, а также заняв хорошие места в чартах таких стран, как Германия, где песня получила платиновый сертификат за продажи 300 000 копий, а также в Румынии. В сентябре 2009 года британская певица Скайла выпустила кавер-версию песни. Ранее в 2009 году Катерина Августакис также сделала кавер-версию песни, которая стала ее первым международным синглом и имела большой успех. В течение одной недели песня занимала первое место в Польше в Официальном чарте эфирного звучания страны, составленном Nielsen Soundscan. Рокабилли-группа The Baseballs включила песню «Ayo Technology» в попурри из каверов на песни «Poker Face» и «Jungle Drum» во время гастролей. Британский дуэт Jaqobi также записал собственную версию песни для своего EP 2010 года Two Brothers, A Guitar & A Bar. Британский исполнитель Крейг Дэвид также использовал эту песню для ремикса своей песни «Hot Stuff (Let’s Dance)». Американский рэпер Flo Rida выпустил свой собственный ремикс, который получил название POE Boy remix.

## Музыкальное видео
Премьера клипа состоялась на канале BET 2 августа 2007 года. Съемки проходили в Северном Лондоне. 50 Cent описал клип в интервью MTV. Он сказал: 
Вы можете видеть, что это не моя обычная униформа, когда я снимаюсь в музыкальном клипе. Но пришло время сделать что-то немного другое, и это идеальное время для меня, чтобы изменить свой образ. Вы можете увидеть это на красной дорожке, но не в самом музыкальном клипе. Самая большая сложность для видео - создать естественную атмосферу и не казаться надуманной в любой момент. Задача состоит в том, чтобы чувствовать себя комфортно во время съемок. В некоторые моменты на тебя смотрит целая комната людей, которые просто наблюдают за тобой, чтобы понять, что ты собираешься делать. Вы должны расслабиться и просто сделать это.
Появление Тимбалэнда в клипе воспроизводит черты из фильма «Minority Report», например, сенсорные компьютерные интерфейсы. Внешний вид Джастина Тимберлейка похож на его роль в клипе «SexyBack».

## Список композиций
| №  | Название                                   | Автор(ы)                                                          | Длительность |
| -- | ------------------------------------------ | ----------------------------------------------------------------- | ------------ |
| 1. | «Ayo Technology»                           | Кёртис Джексон, Джастин Тимберлейк, Тимоти Мосли, Натаниэль Хиллс | 4:07         |
| 2. | «I Get Money [Straight to the Bank Pt. 2]» | Джексон, Кирк Робинсон, Роб Диксон                                | 4:00         |

| №  | Название                                         | Длительность |
| -- | ------------------------------------------------ | ------------ |
| 1. | «Ayo Technology»                                 | 4:07         |
| 2. | «I Get Money [Straight to the Bank Pt. 2]»       | 4:00         |
| 3. | «Ayo Technology» (Инструментальная версия песни) | 4:07         |
| 4. | «Ayo Technology» (CD-ROM-версия видеоклипа)      | 4:07         |

## Чарты
| Чарт (2007—2008)                      | Высшая позиция |
| ------------------------------------- | -------------- |
| Австралия (ARIA)                      | 10             |
| Австралия (ARIA Urban)                | 2              |
| Австрия (Ö3 Austria Top 40)           | 14             |
| Бельгия/Фландрия (Ultratop 50)        | 13             |
| Бельгия/Валлония (Ultratop 50)        | 6              |
| Канада (Billboard Canadian Hot 100)   | 12             |
| СНГ (TopHit)                          | 9              |
| Czech Republic (Rádio Top 100)        | 9              |
| Дания (Tracklisten)                   | 7              |
| Финляндия (Suomen virallinen lista)   | 7              |
| Франция (SNEP)                        | 5              |
| Германия (GfK)                        | 3              |
| Венгрия (Dance Top 40)                | 11             |
| Венгрия (Rádiós Top 40)               | 16             |
| Ирландия (IRMA)                       | 3              |
| Нидерланды (Dutch Top 40)             | 17             |
| Нидерланды (Single Top 100)           | 19             |
| Новая Зеландия (Recorded Music NZ)    | 1              |
| Норвегия (VG-lista)                   | 7              |
| Romania (Romanian Top 100)            | 9              |
| Russia Airplay (TopHit)               | 6              |
| Шотландия (OCC Scotland)              | 4              |
| Швеция (Sverigetopplistan)            | 8              |
| Швейцария (Schweizer Hitparade)       | 2              |
| Великобритания (OCC UK Singles)       | 2              |
| Великобритания (OCC UK Hip Hop/R&B)   | 2              |
| США (Billboard Hot 100)               | 5              |
| США (Billboard Hot R&B/Hip-Hop Songs) | 41             |
| США (Billboard Hot Rap Songs)         | 10             |
| США (Billboard Pop Airplay)           | 11             |
| США (Billboard Rhythmic)              | 10             |

| Чарт (2009)          | Высшая позиция |
| -------------------- | -------------- |
| Испания (PROMUSICAE) | 17             |

| Чарт (2007)                       | Позиция |
| --------------------------------- | ------- |
| Australia (ARIA)                  | 47      |
| Austria (Ö3 Austria Top 40)       | 72      |
| Belgium (Ultratop Flanders)       | 82      |
| Belgium (Ultratop Wallonia)       | 65      |
| CIS (Tophit)                      | 59      |
| France (SNEP)                     | 91      |
| Germany (Official German Charts)  | 37      |
| Hungary (Dance Top 40)            | 93      |
| New Zealand (Recorded Music NZ)   | 29      |
| Russia Airplay (TopHit)           | 60      |
| Sweden (Sverigetopplistan)        | 79      |
| Switzerland (Schweizer Hitparade) | 27      |
| UK Singles (OCC)                  | 25      |
| UK Urban (Music Week)             | 2       |
| US Billboard Hot 100              | 87      |

| Чарт (2008)             | Позиция |
| ----------------------- | ------- |
| Brazil (Crowley)        | 77      |
| CIS (Tophit)            | 60      |
| Hungary (Rádiós Top 40) | 93      |
| Russia Airplay (TopHit) | 31      |

| Chart (2000—2009)       | Position |
| ----------------------- | -------- |
| CIS Airplay (TopHit)    | 25       |
| Russia Airplay (TopHit) | 21       |

| Чарт (2008—2010)                    | Высшая позиция |
| ----------------------------------- | -------------- |
| Австрия (Ö3 Austria Top 40)         | 2              |
| Бельгия/Фландрия (Ultratop 50)      | 1              |
| Бельгия/Валлония (Ultratop 50)      | 5              |
| Канада (Billboard Canadian Hot 100) | 70             |
| Czech Republic (Rádio Top 100)      | 5              |
| Дания (Tracklisten)                 | 1              |
| European Hot 100                    | 6              |
| Финляндия (Suomen virallinen lista) | 10             |
| Франция (SNEP)                      | 8              |
| Германия (GfK)                      | 2              |
| Germany (Airplay Chart)             | 1              |
| Италия (FIMI)                       | 5              |
| Нидерланды (Dutch Top 40)           | 1              |
| Нидерланды (Single Top 100)         | 1              |
| Romania (Romanian Top 100)          | 47             |
| Испания (PROMUSICAE)                | 2              |
| Spanish Airplay Chart               | 3              |
| Швеция (Sverigetopplistan)          | 1              |
| Швейцария (Schweizer Hitparade)     | 1              |

| Чарт (2008)                  | Позиция |
| ---------------------------- | ------- |
| Netherlands (Dutch Top 40)   | 81      |
| Netherlands (Single Top 100) | 52      |

| Чарт (2009)                       | Позиция |
| --------------------------------- | ------- |
| Austria (Ö3 Austria Top 40)       | 8       |
| Belgium (Ultratop Flanders)       | 25      |
| Belgium (Ultratop Wallonia)       | 18      |
| France (SNEP)                     | 67      |
| Germany (Official German Charts)  | 3       |
| Italy (FIMI)                      | 36      |
| Netherlands (Dutch Top 40)        | 5       |
| Netherlands (Single Top 100)      | 16      |
| Spanish Top 20 Airplay            | 6       |
| Sweden (Sverigetopplistan)        | 3       |
| Switzerland (Schweizer Hitparade) | 3       |

| Чарт (2000—2009)                 | Позиция |
| -------------------------------- | ------- |
| Germany (Official German Charts) | 34      |

## Сертификации

### Версия 50 Cent
| Регион | Сертификация  | Продажи   |
| --- | ------------- | --------- |
| Австралия (ARIA) | 3× Платиновый | 210 000   |
| Дания (IFPI Danmark) | Золотой       | 7500^     |
| Германия (BVMI) | Золотой       | 150 000   |
| Новая Зеландия (RMNZ) | Золотой       | 7500*     |
| Великобритания (BPI) | Платиновый    | 600 000   |
| США (RIAA) | 2× Платиновый | 2 000 000 |
| * Данные о продажах приведены только на основе сертификации. · ^ Данные о тиражах приведены только на основе сертификации. · Данные о продажах + прослушиваниях приведены только на основе сертификации. |               |           |

### Версия Milow
| Регион | Сертификация | Продажи  |
| --- | ------------ | -------- |
| Австрия (IFPI Austria)                                                                                                   | Платиновый   | 30 000*  |
| Дания (IFPI Danmark) | Платиновый   | 15 000^  |
| Германия (BVMI) | Платиновый   | 300 000^ |
| Испания (PROMUSICAE) | Платиновый   | 25 000^  |
| Швеция (GLF) | Платиновый   | 20 000^  |
| * Данные о продажах приведены только на основе сертификации. ^ Данные о тиражах приведены только на основе сертификации. |              |          |

## История выпуска
| Страна         | Дата             | Формат                       | Лейбл(ы)                     |
| -------------- | ---------------- | ---------------------------- | ---------------------------- |
| США            | 24 июля 2007     | Популярные радиостанции      | Shady, Aftermath, Interscope |
| США            | 24 июля 2007     | Ритмичное/кроссоверное радио | Shady, Aftermath, Interscope |
| Германия       | 31 августа 2007  | Макси сингл                  | Universal                    |
| Германия       | 3 сентября 2007  | Цифровое скачивание          | Universal                    |
| Великобритания | 17 сентября 2007 | CD-сингл                     | Polydor                      |
| Великобритания | 17 сентября 2007 | Цифровое скачивание          | Polydor                      |